# Vaselin

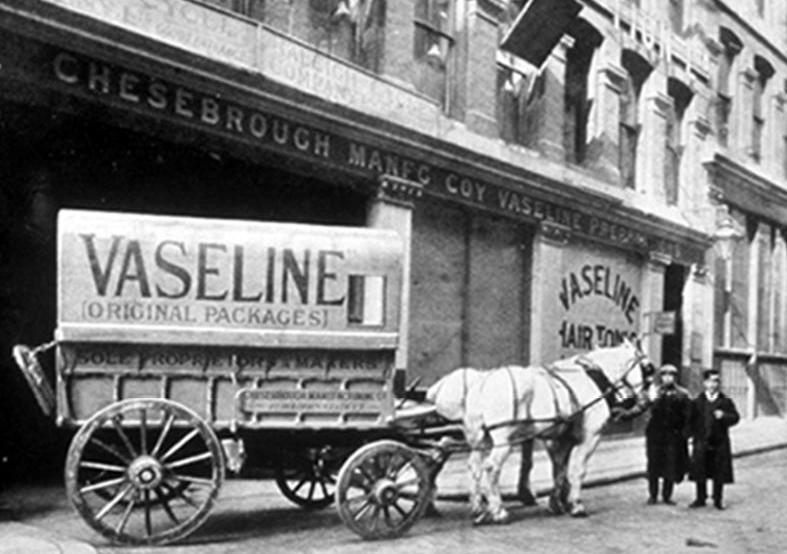
Distributionsfordon för Vaseline, tidigt 1900-tal

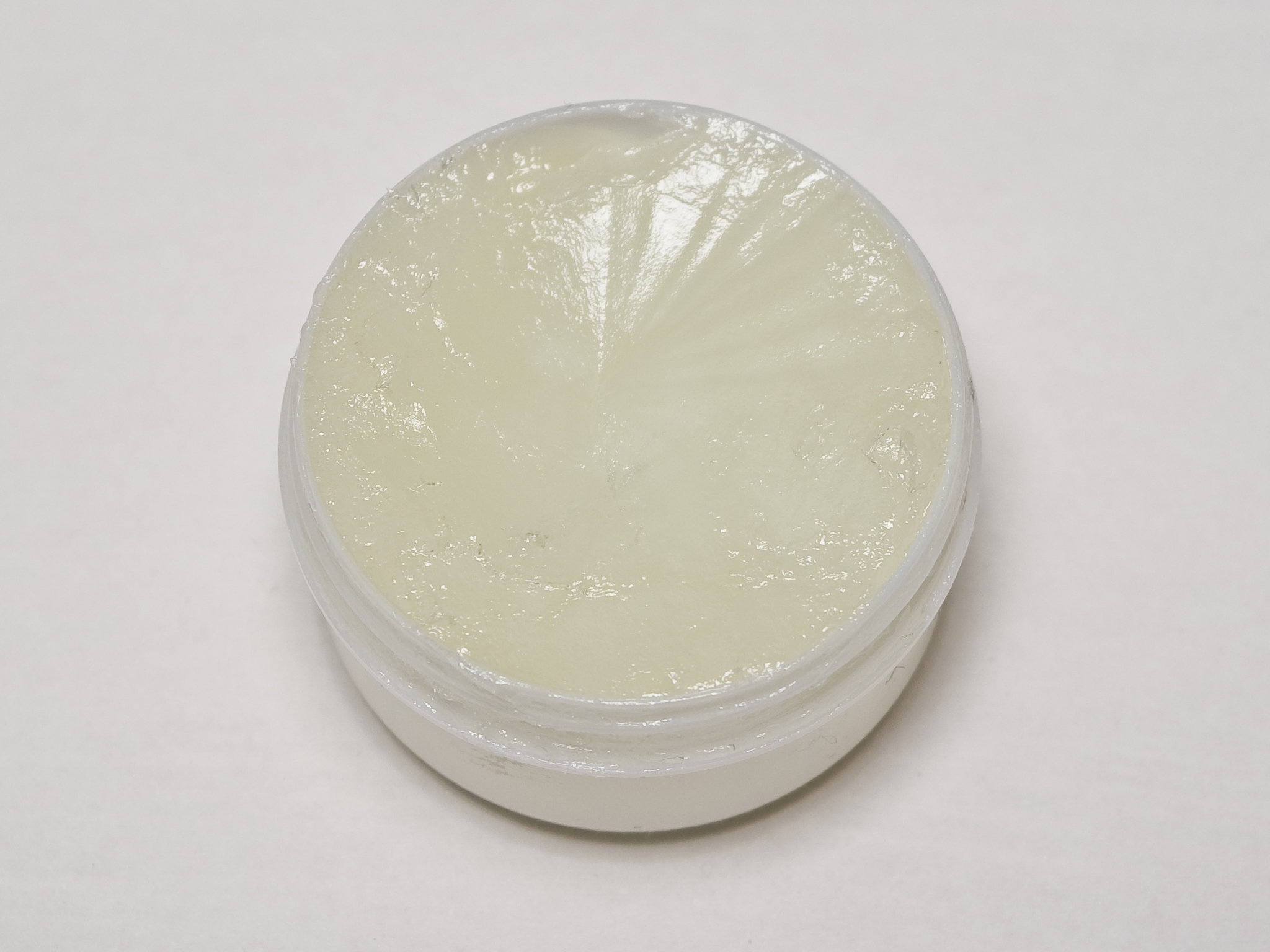
Vaselin

Vaselin (efter tyskans Wasser, 'vatten', och grekiska elaion, 'olja'), adeps petrolei, petrolatum eller petroleumgelé är en halvfast blandning av kolväten som idag används inom bland annat hudvård. Det har konsistensen hos en salva och är en petroleumprodukt.
Termen vaselin är ursprungligen ett varumärkesord som har tagit sig in i allmänspråket. Varumärket Vaseline registrerades 1905 och framställdes ursprungligen av Chesebrough-Ponds, som 1987 köptes upp av Unilever.

## Innehåll och karaktär
Vaselin utgörs i första hand av mikrokristallina vaxer och mineralolja. Högraffinerat vaselin nyttjas som en fet bas för salvor i samband med tillverkning av läkemedel eller kosmetika. Mer lågraffinerat vaselin används i produkter där ytan ska skyddas, inklusive inom metallindustrin där man vill uppnå ett temporärt rostskydd.
Vaselinet är färglöst eller svagt gulfärgat, utan vare sig smak eller lukt. Det oxiderar inte vid kontakt med luft, härsknar inte och reagerar inte med vanliga kemiska reagenter. Det är inte lösligt i vatten, men väl i kloroform, bensen, koldisulfid och terpentin. Dess smältpunkt är cirka 37 °C.

## Användningsområden
Ursprungligen användes petroleumgelé för inoljning av läder och även som hårpomada. Det har också använts för behandling av nariga händer och läppar, fotsvamp och näsblod. Petroleumgelé absorberas inte av huden, utan blir istället som ett skyddande lager som gör så att hudens egen fukt inte förångas.
Petroleumgelé används ofta som smörjmedel i mekanismer av olika slag. Det bör dock inte användas som sexuellt glidmedel i kombination med latexkondomer, som då kan förstöras. Medan vaselin kan användas som smörjmedel, kan det också användas som en fuktisolator för lokala hudförhållanden som kännetecknas av vävnadsdehydrering.